# HD210728
HD210728 — хімічно пекулярна зоря спектрального класу F5, що має видиму зоряну величину в смузі V приблизно  9,3.
Вона  розташована на відстані близько 541,8 світлових років від Сонця.